# Harmony Korine
Harmony Korine (Bolinas, 4 januari 1973) is een Amerikaans filmregisseur, scenarioschrijver, acteur en kunstenaar. 

## Biografie
Harmony Korine werd in Bolinas (Californië) geboren in een joodse familie. Later verklaarde hij in interviews dat zijn ouders in zijn eerste levensjaren deel uitmaakten van 'hippie-commune'. In 1975 verhuisde hij met zijn ouders naar Nashville (Tennessee).
Zijn vader Sol Korine was een tapdanser en documentaireproducent en nam hem in zijn jeugd regelmatig mee naar carnavals en circussen. Zijn moeder gaf karateles en opende later een winkel voor kinderen.
Hij studeerde aan Hillsboro High School alvorens op achttienjarige leeftijd naar New York te verhuizen. Daar woonde hij bij zijn grootmoeder in Queens en studeerde hij een semester aan New York University.
Hij had jarenlang een relatie met actrice Chloë Sevigny en kampte in de jaren 2000 met een methadon-verslaving. In 2007 trouwde hij met actrice Rachel Simon.

## Carrière

### Als regisseur en scenarist
Op Washington Square Park in New York leerde de jonge Korine fotograaf Larry Clark kennen. De twee besloten samen te werken. Als prille twintiger schreef hij voor Clark de controversiële coming-of-agefilm Kids (1995), over jongeren uit New York die een leven vol drugs en seks leiden tijdens de aids-crisis. Actrice Chloë Sevigny, die in die dagen een stel vormde met Korine, maakte net als actrice Rosario Dawson haar debuut in Kids.
De cultfilm lanceerde de carrière van Korine, die nadien van producent Cary Woods een budget van een miljoen dollar kreeg om een eigen project te regisseren. Met het geld maakte hij de non-lineaire, komische dramafilm Gummo (1997). De experimentele film verdeelde het publiek en werd door sommige critici als een chaotische en wansmakelijke puinhoop beschouwd. Desondanks viel hij met Gummo in de prijzen op onder meer het filmfestival van Venetië en het International Film Festival Rotterdam. Filmmakers als Gus Van Sant en Werner Herzog prezen het regiedebuut van Korine.
Eind jaren 1990 regisseerde hij de dramafilm Julien Donkey-Boy (1999), die geïnspireerd was door de regels van Dogma 95. Vervolgens werkte hij opnieuw samen met Clark, voor wie hij het scenario Ken Park (2002) schreef.
Pas in 2007 regisseerde Korine opnieuw een eigen project. Mister Lonely schreef hij samen met zijn broer Avi en kon rekenen op een cast bestaande uit Diego Luna, Werner Herzog, Samantha Morton en James Fox. De film was op dat moment met een budget van zo'n acht miljoen dollar het duurste filmproject dat Korine ooit gemaakt had, maar draaide uit op een financiële flop. Nadien regisseerde hij de experimentele, zwarte komedie en horrorfilm Trash Humpers (2009).
Zijn grootste succes volgde enkele jaren later met de kleurrijke misdaadfilm Spring Breakers (2012). Het project, over een groep jonge studentes die tijdens hun vakantie in Florida via een excentrieke drugsdealer in een wereld van seks, drugs en misdaad belanden, kon rekenen op een cast bestaande uit James Franco, Vanessa Hudgens, Selena Gomez, Ashley Benson en zijn echtgenote Rachel Korine. De lowbudgetfilm was een financieel succes en werd door enkele filmcritici meteen omgedoopt tot een cultklassieker.
Voor zijn volgende project, The Beach Bum (2019), keerde Korine terug naar Florida en het excentrieke en kleurrijke drugsmilieu dat hij in Spring Breakers geïntroduceerd had. Hij werkte aan het project samen met onder meer Matthew McConaughey, Snoop Dogg en Isla Fisher.

### Overige projecten
Naast regisseren en scenarioschrijven acteert Korine ook. Zo had hij kleine rollen en cameo's in onder meer zijn eigen films Kids, Gummo en Trash Humpers. In 2014 speelde hij aan de zijde van Al Pacino mee in de dramafilm Manglehorn. Enkele jaren later werkte hij ook vijf afleveringen mee aan de tv-serie The Girlfriend Experience. In 2018 had hij een bijrol in Jonah Hills regiedebuut Mid90s.
Korine is verder ook actief als fotograaf, schilder en auteur. Hij regisseerde verschillende videoclips voor bekende muziekartiesten als Sonic Youth en Cat Power. Daarnaast schreef hij ook mee aan het nummer "Harm of Will", dat op het album Vespertine (2001) van Björk verscheen.

## Reputatie
Korines films staan bekend om hun zwarte humor, absurdisme en experimentele structuur. In zijn verhalen komen vaak (controversiële) thema's als drugs, seks, geweld, armoede en disfunctionele relaties aan bod. Critici van Korine beschouwen hem als een enfant terrible, idiot savant en zijn werk als zelfvoldane exploitatiefilms. Andere filmcritici beschouwen hem dan weer als een auteursregisseur met een unieke visie. De bekende filmjournalist Roger Ebert plaatste Korine in 1999 in een rijtje van bekende onconventionele filmmakers als Jean-Luc Godard, John Cassavetes, Werner Herzog, Andy Warhol, Andrej Tarkovski en Stan Brakhage. Zijn werk werd in het verleden geprezen door bekende regisseurs als Bernardo Bertolucci, Gus Van Sant, Lars von Trier en Werner Herzog. Veel films van Korine worden als cultfilms beschouwd.

## Filmografie
| Jaar | Titel                | Regie | Scenario | Acteur |
| ---- | -------------------- | ----- | -------- | ------ |
| 1995 | Kids                 |       |          |        |
| 1997 | Gummo                |       |          |        |
| 1997 | Good Will Hunting    |       |          |        |
| 1999 | Julien Donkey-Boy    |       |          |        |
| 2002 | Ken Park             |       |          |        |
| 2005 | Last Days            |       |          |        |
| 2007 | Mister Lonely        |       |          |        |
| 2009 | Trash Humpers        |       |          |        |
| 2012 | The Fourth Dimension |       |          |        |
| 2012 | Spring Breakers      |       |          |        |
| 2013 | Stoker               |       |          |        |
| 2014 | Manglehorn           |       |          |        |
| 2018 | Mid90s               |       |          |        |
| 2019 | The Beach Bum        |       |          |        |
| 2019 | Waves                |       |          |        |